# Prato Carnico
Prato Carnico é uma comuna italiana da região do Friuli-Venezia Giulia, província de Udine, com cerca de 1.064 habitantes. Estende-se por uma área de 81 km², tendo uma densidade populacional de 13 hab/km². Faz fronteira com Comeglians, Forni Avoltri, Ovaro, Rigolato, Sappada (BL), Sauris, Vigo di Cadore (BL).

## Demografia
| Variação demográfica do município entre 1861 e 2011                               |
|                                                                                   |
| Fonte: Istituto Nazionale di Statistica (ISTAT) - Elaboração gráfica da Wikipedia |